# Jean-Claude Darcheville
Jean-Claude Jacques Ducan Darcheville (Sinnamary, 25 de julho de 1975) é um ex-futebolista e treinador de futebol francês que jogava como atacante. Atualmente comanda a seleção da Guiana Francesa.
Embora possuísse um físico incomum para um atacante, possuía boa velocidade, o que rendeu a ele o apelido de "Gronaldo" (referência ao brasileiro Ronaldo).

## Carreira em clubes
Revelado pelo Sinnamary em 1994, Darcheville iniciou a carreira profissional no ano seguinte, atuando pelo Rennes. Sua estreia foi na derrota por 3 a 1 para o Monaco. Na temporada 1998–99, foi emprestado ao Nottingham Forest, não conseguindo evitar o rebaixamento do clube à segunda divisão inglesa, além de ter enfrentado a morte de sua esposa e filhos num acidente automobilístico. Após 16 jogos e 2 gols, voltou ao Rennes em 1999, mas não teve o contrato renovado e assinou com o Lorient, onde fez 44 gols em 102 partidas com a camisa dos Merlus, vencendo a Copa da França em 2001–02.
Seu desempenho chamou a atenção do Bordeaux, que após o rebaixamento do Lorient à Ligue 2, contratou o atacante por 8 milhões de euros. Até 2007, Darcheville participou de 131 partidas e balançou as redes adversárias 37 vezes.
Em maio de 2007, Darcheville assinou contrato com o Rangers, e 2 meses depois foi apresentado nos Teddy Bears. Na partida contra o Zeta, válida pela segunda fase de classificação da Liga dos Campeões da UEFA de 2007–08, ele e o norte-americano DaMarcus Beasley foram alvos de insultos racistas por parte da torcida mandante. Pelo incidente, o clube montenegrino foi multado em 9 mil euros. O atacante deixou o Rangers em 2009, após 38 jogos e 13 gols, e retornou à França para defender Valenciennes (10 partidas e 4 gols) e Nantes (27 jogos e 6 gols). Em 2010 foi para o Kavala, onde atuou apenas 9 vezes e fez 2 gols.
Em 2011, após deixar o Kavala, Darcheville retornou à Guiana Francesa e ao Sinnamary, seu primeiro clube na carreira, encerrada em 2014 no Saint-Georges.

## Carreira internacional
Embora tivesse disputado um jogo pela Seleção Francesa Sub-21 em 1993, o atacante não teve chances na equipe principal dos Bleus, e em 2011 passou a defender a Guiana Francesa, fazendo parte do elenco que disputou a Coupe de l'Outre-Mer e a Copa do Caribe em 2012. 
Depois de 3 anos encabeçando o processo de renovação, Darcheville aposentou-se da seleção em 2014, após 7 jogos e 3 gols.

## Carreira de treinador
Em janeiro de 2022, Darcheville foi anunciado como novo técnico da seleção da Guiana Francesa, substituindo Thierry De Neef.

## Títulos
Rangers
- Copa da Escócia: 1 (2007–08)
- Copa da Liga Escocesa: 1 (2007–08)

Bordeaux
- Copa da Liga Francesa: 1 (2006–07)

Lorient
- Copa da França: 1 (2001–02)